# Tmesisternus anomalus
Tmesisternus anomalus là một loài bọ cánh cứng trong họ Cerambycidae.